# 巨椋インターチェンジ
巨椋インターチェンジ（おぐらインターチェンジ）は、京都府宇治市にある京滋バイパスのハーフインターチェンジである。
久御山JCTまで開通する前まではこのICが終点であった。
この付近で京奈和自動車道（京奈北道路）とJCTとして接続予定であるが2025年6月現在のところ、調査中となっている。
このインターチェンジは瀬田東方面の出入口のみで、大山崎方面へは京滋バイパスの一般部を利用して久御山ICを利用することになる。

## 道路
- E88 京滋バイパス（6番）

## 接続する道路
- 国道1号（京滋バイパス一般部）
- 国道24号大久保バイパス

## 周辺
- 巨椋池（跡地）

## 隣
E88 京滋バイパス
(5) 宇治西IC - (6) 巨椋IC - (2) 久御山JCT - (7) 久御山IC